# Trận sông Frigidus
Bản mẫu:Campaignbox Fourth Century Roman Civil Wars
Trận sông Frigidus, cũng được gọi là Trận sông Frigid, diễn ra từ ngày 5 cho đến ngày 6 tháng 9 năm 394 giữa quân Đông La Mã dưới quyền Hoàng đế Theodosius I và quân Tây La Mã dưới quyền kẻ tiếm ngôi Eugenius. Trận này kết thúc với chiến thắng của quân Đông La Mã, và, để giúp cho Đông La Mã có được thắng lợi ấy, quân Goth phải chịu tổn thất rất lớn.
Thất bại của Eugenius và viên Tổng chỉ huy (magister militum) người Frank của ông là Arbogast, đã đánh dấu lần cuối cùng trong lịch sử mà toàn bộ đế quốc nằm dưới sự thống trị của một vị Hoàng đế duy nhất. Nổi bật hơn cả, trận đánh này là nỗ lực cuối cùng để phản kháng sự truyền bá Ki-tô giáo trong đế quốc; kết quả của nó - là thắng lợi của người Ki-tô giáo trước Đa Thần giáo - đã quyết định cho số mệnh của Ki-tô giáo ở Đế quốc Tây La Mã.

## Bối cảnh
Trong hơn hai thế hệ, kể từ khi Constantine I đã công nhận đức tin Kitô giáo và Theodosius I đã biến nó thành tôn giáo chính thức của đế quốc với sắc lệnh Thessalonica, các cuộc xung đột âm ỉ giữa viện nguyên lão La Mã, nhiều người trong số họ không phải là tín đồ Kitô, và các vị hoàng đế ở Constantinopolis và Milan chính thức ủng hộ đối với giáo lý Kitô giáo. Các nguyên lão đã viết thư và lập luận cho một sự trở lại niềm tin truyền thống La Mã, thường nhấn mạnh việc bảo vệ và may mắn mà các vị thần La Mã cũ đã ban cho Roma kể từ khi khởi đầu của nó như là một thành bang nhỏ. Về phần mình, các hoàng đế Kitô giáo nhấn mạnh tính ưu việt của Kitô giáo, mặc dù không phải tất cả đã làm như vậy với cùng mức độ. Đụng độ giữa hai tôn giáo chính của thế giới La Mã này phần lớn chỉ đơn thuần là một cuộc tranh luận học thuật, mà không có mối đe dọa của các cuộc nổi dậy vũ trang, mặc dù bạo lực quy mô nhỏ luôn phổ biến rộng rãi.
Tuy nhiên vào ngày 15 tháng 5 năm 392, vị hoàng đế phía Tây Valentinian II đã mất đột ngột tại nơi cư trú của mình ở Vienne, Gaul. Valentinian, trong một thời gian đã cho thấy thiên hướng ủng hộ đối với giáo phái Arian, đã tiếp tục chính sách đàn áp quyền lợi của các tín đồ đa thần giáo cũ trong khi ủng hộ các tín đồ Kitô. Chính sách này đã dẫn đến những căng thẳng ngày càng tăng giữa hoàng đế và các nguyên lão.
Khi Hoàng đế phía đông, Theodosius nghe tin về cái chết của Valentinian, Arbogast, người lúc này là Magister militum và cũng là người nắm thực quyền cai trị của Đế chế Tây La Mã, thông báo với ông rằng vị hoàng đế trẻ tuổi đã tự tử.